# 1948年中華民国総統選挙
1948年中華民国総統選挙（1948ねんちゅうかみんこくそうとうせんきょ、繁: 1948年中華民國總統選舉）は、1948年（民国37年）4月20日に中華民国で行われた、総統（第1期）を選出する選挙である。

## 概要

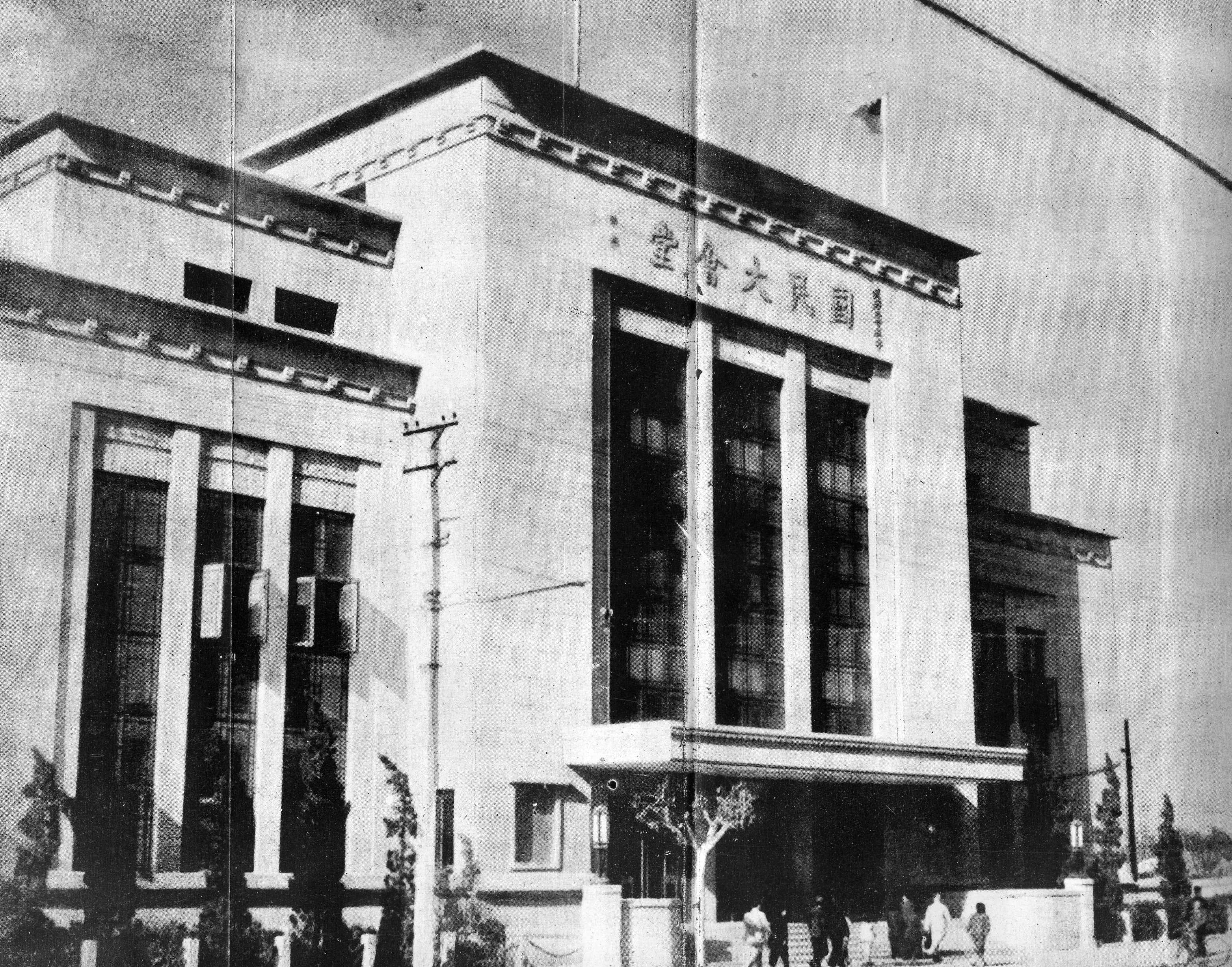
国民大会を開催した南京国民大会堂

1936年、国民政府は『五五憲草』と称される憲法草案を完成させたが、日中戦争の激化により憲法制定作業は中止された。1945年に日本が降伏し、中国国内では中華民国政治協商会議による中国国民党と中国共産党の協力関係が崩壊した。国民党は1946年に独自に制憲国民大会を召集、同年12月25日に中華民国憲法が国民大会を通過し、1947年1月1日に公布、12月25日に施行され、中華民国は憲政時代へと入った。
『五五憲草』では総統制を基本としていたが、憲法制定に参加した張君勱は蔣介石の専制を防止するために内閣制に内容を変更している。
憲法施行後、中華民国政府は中国各地で第1回国民大会代表選挙を実施、3,045名の国民大会代表を選出することになった。共産党は国民大会代表選挙への参加を拒絶し、一部院轄市では代表が選出されなかったが、それでも未だ中華民国政府が中国の大部分を支配下に置いていたため、2,961名の国民大会代表が選出され、総統選挙の準備が整った。
選挙方式は選挙により選出された中華民国国民大会代表を通して投票される間接選挙であった。投票は南京の国民大会堂（現：南京人民大会堂）で行われ、副総統選挙も同時に実施された。副総統選挙は総統選挙と独立集計され、現在のように総統と副総統の候補者が一括して選挙戦を行うものではなかった。
総統選挙では中国国民党総裁の蔣介石が2430票を獲得し、269票の居正に大差を開けて勝利したが、副総統選挙では蔣介石が推薦する孫科が過半数を獲得できず、第4回投票で孫科の1295票に対し、桂系軍人が推薦する李宗仁が1438票を獲得し当選した。選挙結果に基づき、同年5月20日に中華民国南京総統府で蔣介石が総統に就任した。しかし翌1949年1月には、国共内戦劣勢の責任を取って蔣介石は総統職を一時的に辞職している。
その後の国共内戦による中華人民共和国の建国や中華民国政府の台湾への移転のため、この選挙が中華民国が中国全土で実施した最初にして唯一の総統選挙であると同時に、中国大陸における最後の民主選挙となっている。

## 選挙制度
差額選挙（信任投票を防ぐため、定員より候補者数が多い）が採用され、また有効投票の過半数以上を獲得して初めて当選となる絶対多数選挙となった。
中華民国総統を選出するための第1回国民大会代表の総統選挙会議（第1回国民大会第1次会議）が1948年3月29日から5月20日まで開催されることとなり、総統選挙の期日が4月20日と定められた。国民大会代表2841名がこの召集に応じて南京市の国民大会堂に集結した。
当時の中華民国の法律では総統及び副総統は国民大会代表による間接選挙方式が採用されていた。『総統副総統選挙罷免法』第4条第3項によれば、候補者は国民大会代表総数（3,045名）の過半数（1,523名）の得票数が必要とされ、もし過半数に満たない場合は上位3名による再投票、再投票でも過半数を獲得できない場合は、第3回投票により得票数の高い2名の決選投票が行われると規定されていた。

## 候補者

### 総統候補者
| 中国国民党          |          |
| 蔣介石              | 居正     |
|                     |          |
| 国民政府主席 党総裁 | 司法院長 |

### 副総統候補者
蔣介石の大勝によりすぐに結果が決定した総統選挙とは対照的に、副総統選挙は複雑な経過を辿った。1948年4月20日の副総統立候補者受付締め切りまでに李宗仁、孫科、程潜、于右任、莫徳恵、徐傅霖の6名が立候補した。（前者4名は中国国民党所属、徐傅霖は中国民主社会党所属、莫徳恵は無所属）
| 中国国民党              |          |              |            |
| 孫科                    | 于右任   | 李宗仁       | 程潜       |
|                         |          |              |            |
| 国民政府副主席 立法院長 | 監察院長 | 陸軍一級上将 | 副参謀総長 |

| 中国民主社会党 | 無所属 |
| 徐傅霖         | 莫徳恵 |
|                |        |
|                |        |

蔣介石は自らが軍人だったため、副総統には文人を選出して均衡を図ろうとした。それに対し李宗仁は軍人出身であり、さらに蔣介石と対立した桂系出身でもあったため、蔣介石は李宗仁の立候補に強く反対した。しかし李宗仁は日中戦争期間中に大きな戦功を残して政界から強く支持を受けていたため、蔣介石も立候補断念を迫ることもできず、孫文の長男で国民政府副主席兼立法院長の孫科を自ら副総統候補に推薦した。

## 選挙結果

### 総統選挙

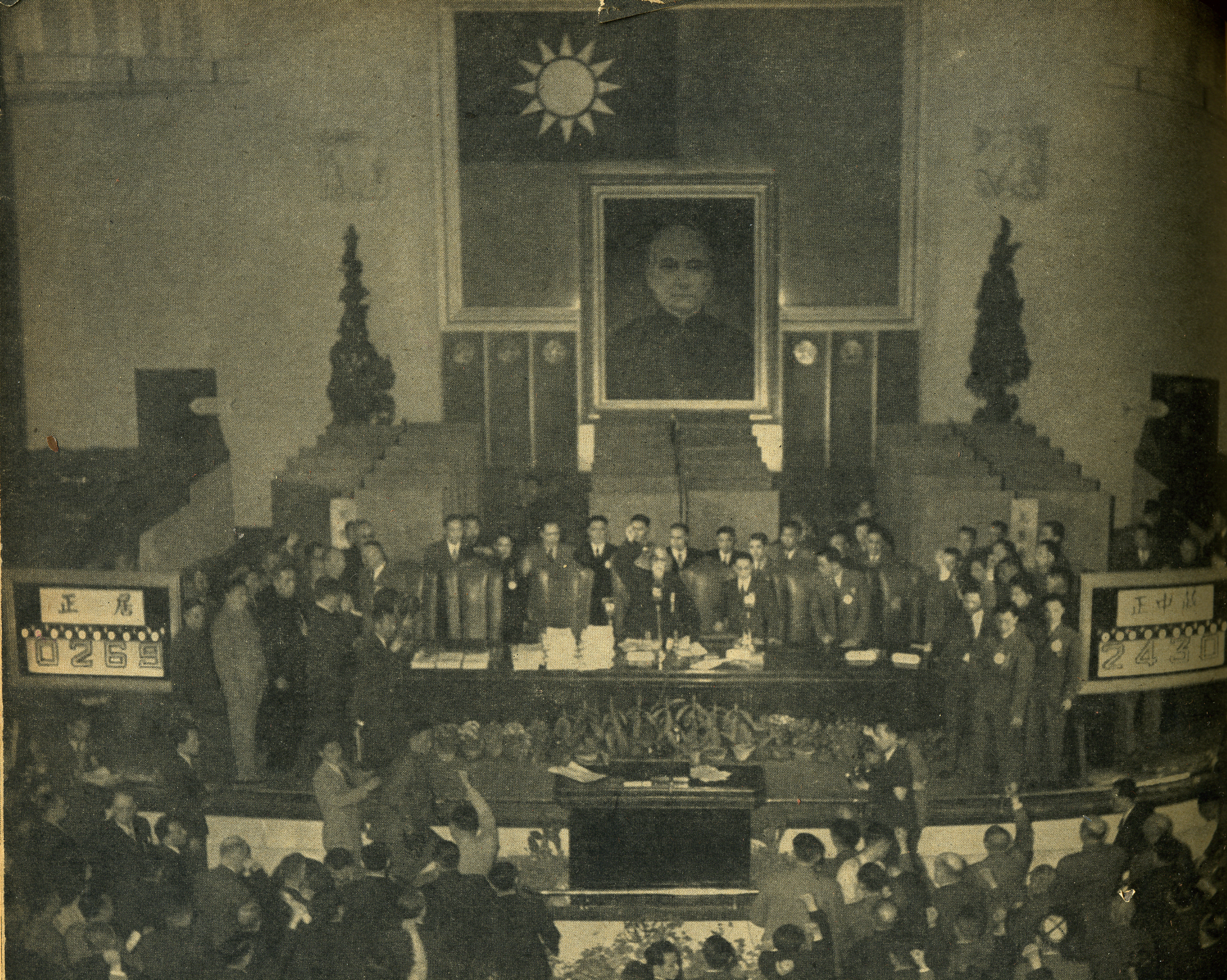
総統選挙で蔣介石当選を宣言する周鍾嶽

総統選挙では、蔣介石が共産党軍の圧迫を受けながらも国民党及び政界に強い影響力を有しており、4月20日の第1回投票で2,430票の圧倒的多数を獲得し当選した。
| 候補者                                 | 候補者             | 所属政党           | 得票数 | 得票率 |
|                                        | 蔣介石             | 中国国民党         | 2,430  | 90.03% |
|                                        | 居正               | 中国国民党         | 269    | 9.97%  |
| 有効票数（有効率）                     | 有効票数（有効率） | 有効票数（有効率） | 2,699  | 98.72% |
| 無効票数（無効率）                     | 無効票数（無効率） | 無効票数（無効率） | 35     | 1.28%  |
| 投票総数（投票率）                     | 投票総数（投票率） | 投票総数（投票率） | 2,734  | 89.79% |
| 棄権者数（棄権率）                     | 棄権者数（棄権率） | 棄権者数（棄権率） | 311    | 10.21% |
| 有権者数                               | 有権者数           | 有権者数           | 3,045  | 100.0% |
| 出典：「中華民國選舉史」中央選挙委員会 |                    |                    |        |        |

### 副総統選挙

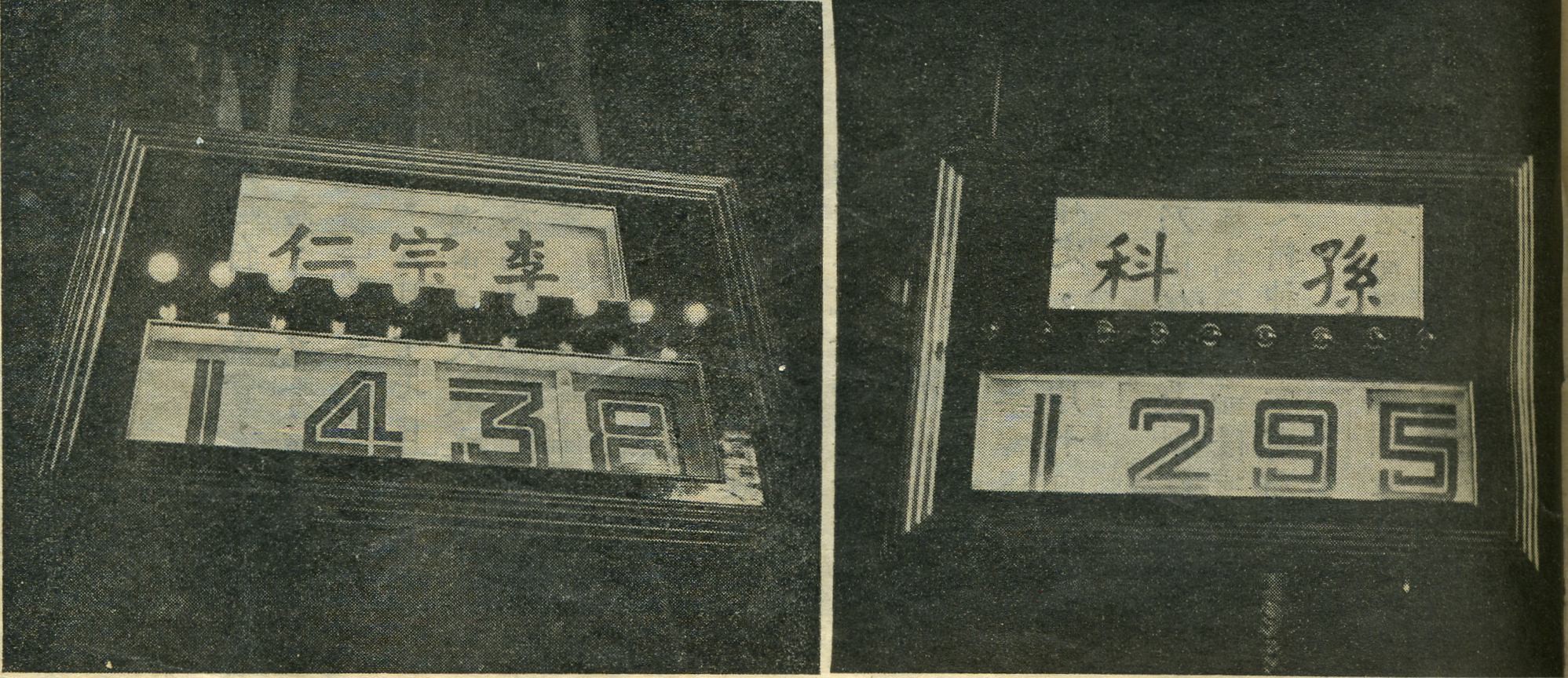
李宗仁の当選を示す電気式掲示板

総統選挙終了後、直ちに副総統選挙が実施された。蔣介石は、副総統には文人が相応しいため、自ら孫科を推薦すると表明したが、多くの国民大会代表の支持を受けた李宗仁は6名の候補者の中で支持を伸ばしていた。4月20日午後の第1回投票では李宗仁は最高得票数の754票を獲得、続いて孫科559票、程潛522票、于右任493票、莫徳恵218票、徐傅霖214票となった。全員が過半数を獲得できなかったことから、規定に基づき上位3名の再投票が実施されることとなった。
4月24日、再投票で李宗仁は1163票を獲得し首位、孫科は945票、程潛は616票となった。再び過半数獲得者がいなかったため4月28日に第3回投票が行われ、李宗仁1156票、孫科1040票、程潛515票となった。第3回投票でも過半数票獲得がおらず、李宗仁と孫科による決選投票が実施されることとなった。
相対多数での当選と規定された決選投票では、開票結果は反蔣介石勢力を糾合した李宗仁が1,438票，孫科は1,295票となり、李宗仁が当選。国共内戦の混迷打開を図る蔣介石の期待を裏切るものとなった。
| 候補者                                 | 候補者             | 所属政党           | 第1回  | 第1回  | 第2回  | 第2回  | 第3回  | 第3回  | 第4回  | 第4回  |
| 候補者                                 | 候補者             | 所属政党           | 得票数 | 得票率 | 得票数 | 得票率 | 得票数 | 得票率 | 得票数 | 得票率 |
|                                        | 李宗仁             | 中国国民党         | 754    | 27.30% | 1,163  | 42.69% | 1,156  | 42.64% | 1,438  | 52.62% |
|                                        | 孫科               | 中国国民党         | 559    | 20.24% | 945    | 34.69% | 1,040  | 38.36% | 1,295  | 47.38% |
|                                        | 程潜               | 中国国民党         | 522    | 18.90% | 616    | 22.61% | 515    | 19.00% |        |        |
|                                        | 于右任             | 中国国民党         | 493    | 17.85% |        |        |        |        |        |        |
|                                        | 莫徳恵             | 無所属             | 218    | 7.89%  |        |        |        |        |        |        |
|                                        | 徐傅霖             | 中国民主社会党     | 216    | 7.82%  |        |        |        |        |        |        |
| 有効票数（有効率）                     | 有効票数（有効率） | 有効票数（有効率） | 2,762  |        | 2,724  |        | 2,711  |        | 2,733  |        |
| 無効票数（無効率）                     |                    |                    |        |        |        |        |        |        |        |        |
| 投票総数（投票率）                     |                    |                    |        |        |        |        |        |        |        |        |
| 棄権者数（棄権率）                     |                    |                    |        |        |        |        |        |        |        |        |
| 有権者数                               | 有権者数           | 有権者数           | 3,045  | 100.0% | 3,045  | 100.0% | 3,045  | 100.0% | 3,045  | 100.0% |
| 出典：「中華民國選舉史」中央選挙委員会 |                    |                    |        |        |        |        |        |        |        |        |

## 就任
5月20日に初代正副総統就任式典が執り行われた。
副総統選挙の結果を不服とする蔣介石が、式典で民族衣装を着用することを李宗仁に知らせなかったため、1人軍服で式典に臨むこととなった。さらに蔣介石は式典においても握手を求めた李宗仁を無視し、国民党の分裂を内外に印象づける顛末となった。
その後、中華民国での総統就任式典は全て5月20日に実施されることとなった。

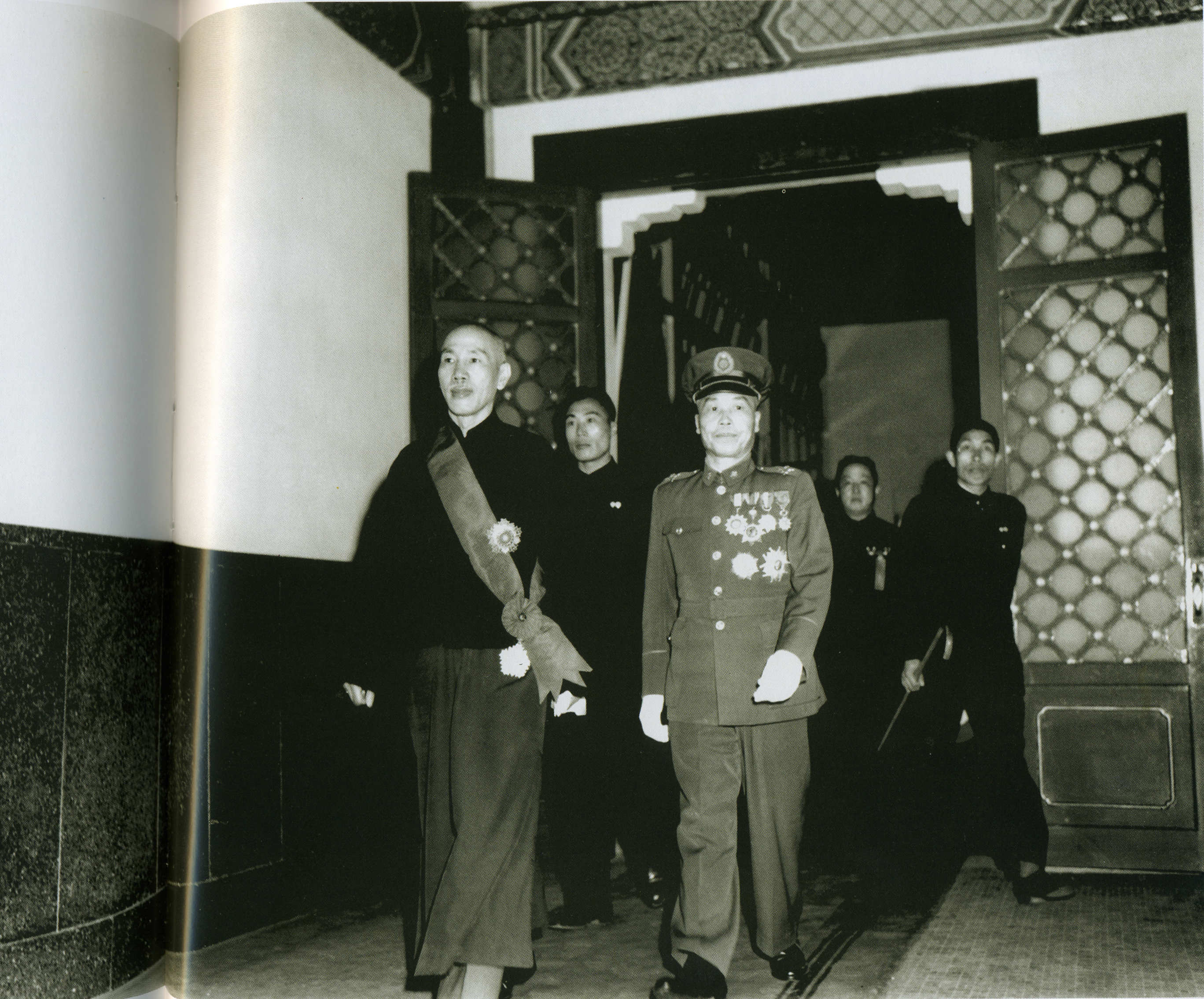
初代正副総統就任式典に向かう蔣介石（左）と軍服姿の李宗仁（右）。
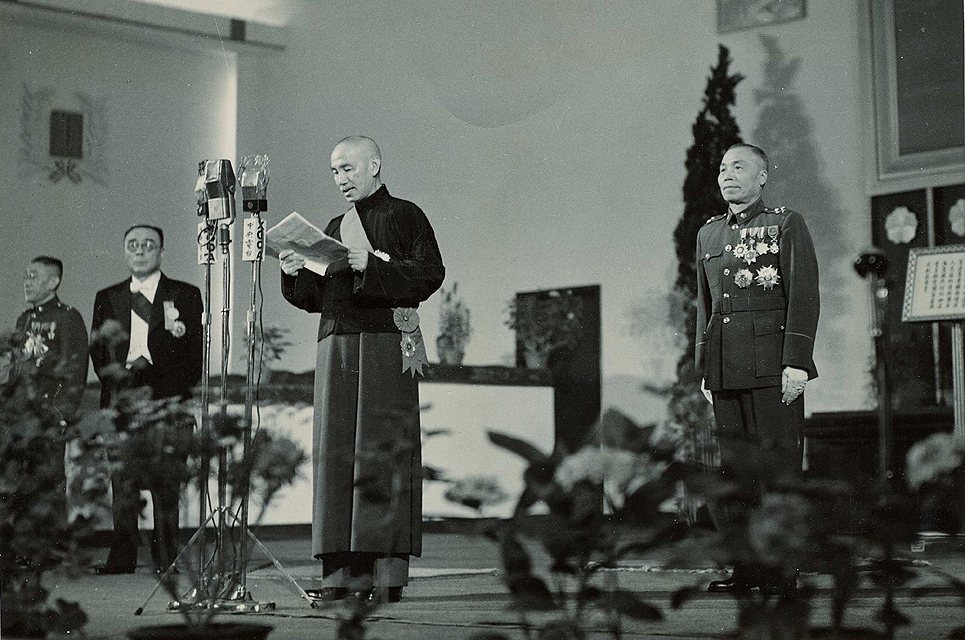
就任式典での蔣介石（マイク前）と李宗仁（右）